# Hermann Kastner

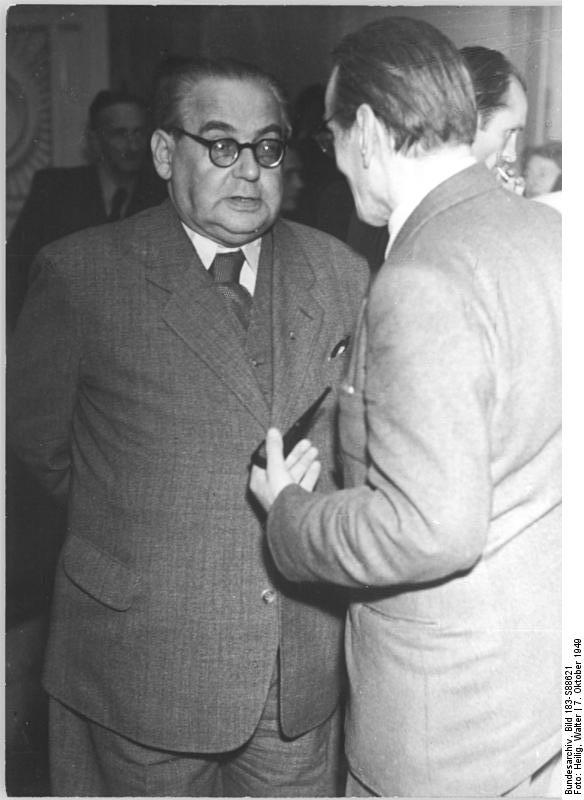
Kastner bei der Konstituierung der Provisorischen Volkskammer im Gebäude der DWK in Berlin (1949)

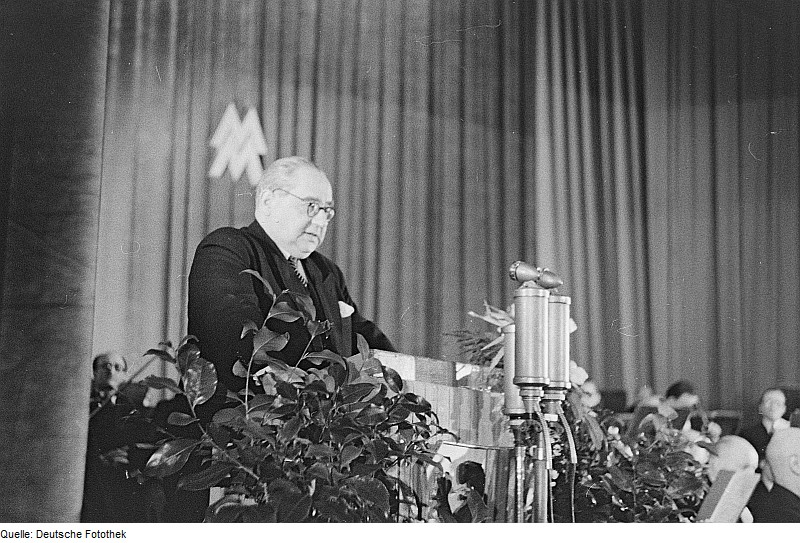
Kastner bei der Eröffnung der Leipziger Frühjahrsmesse im Schauspiel Leipzig (1950)

Hermann Kastner (* 25. Oktober 1886 in Berlin; † 4. September 1957 in München) war ein deutscher Rechtsanwalt und Politiker (DDP, LDP).
Er war von 1922 bis 1933 und von 1946 bis 1950 Mitglied des Sächsischen Landtags, von 1946 bis 1948 Sächsischer Justizminister und stellvertretender Ministerpräsident des Landes Sachsen, von 1948 bis 1949 Leiter des Fachsekretariats Finanzen, Post und Fernmeldewesen und stellvertretender Vorsitzender der Deutschen Wirtschaftskommission, von 1948 bis 1949 Mitglied des Präsidiums des Deutschen Volksrates, von 1949 bis 1950 Mitglied der Provisorischen Volkskammer sowie stellvertretender Ministerpräsident der DDR.
Seit 1949 fungierte er gemeinsam mit Karl Hamann als Kovorsitzender der LDP, wurde jedoch 1950 seines Amtes enthoben und aus der Partei ausgeschlossen. Nachdem er 1951 rehabilitiert und wieder aufgenommen worden war, flüchtete er 1956 in die Bundesrepublik Deutschland.

## Leben
Kastner wurde als Sohn eines Lehrers geboren. Nach dem Besuch des Gymnasiums zum Grauen Kloster studierte er von 1904 bis 1908 Rechtswissenschaft und Volkswirtschaft an der Friedrich-Wilhelms-Universität Berlin. Während seines Studiums wurde er Mitglied beim Verein Deutscher Studenten Berlin. Kastner legte 1908 die Referendarprüfung ab und promovierte 1909 an der Universität Jena mit dem Thema Der Impfzwang und das Reichs-Impfgesetz vom 8. April 1874 zum Dr. jur. Danach war Kastner als Referendar in den Stadtverwaltungen von Berlin-Lichtenberg und Berlin-Neukölln sowie beim Berliner Magistrat tätig. 1917 wurde er als Professor an die Fürst-Leopold-Akademie in Lippe-Detmold berufen, wo er Vorlesungen über Staats-, Kommunal- und Verwaltungsrecht hielt; nach seinem Weggang von der Fürst-Leopold-Akademie führte er seinen Professorentitel im Sinne einer Titularprofessur weiter, wozu keine formale Berechtigung bestand. 1920 ging Kastner als Syndikus sächsischer Wirtschaftsverbände nach Dresden.
1918 wurde er Mitglied der Deutschen Demokratischen Partei (DDP). Die Partei wählte Kastner zum Vorsitzenden Ostsachsens. Von der 2. Wahlperiode 1922 bis zur 4. Wahlperiode 1930 vertrat er die DDP als Abgeordneter im Sächsischen Landtag. In der 5. Wahlperiode vertrat er von Oktober 1930 bis 1933 als Nachrücker für Julius Dehne die mittlerweile entstandene Deutsche Staatspartei im Sächsischen Landtag. Zeitweilig suchte er die Nähe zur NSDAP und beabsichtigte als Finanzminister in die Regierung Manfred von Killinger (NSDAP) einzutreten. Für die 6. Wahlperiode, die sich vom 16. Mai 1933 bis zum 22. August 1933 erstreckte und bereits unter nationalsozialistischer Herrschaft stand, stellte sich Kastner dann aber doch nicht mehr zur Verfügung. Er arbeitete fortan als Rechtsanwalt in Dresden. Während der Zeit des Nationalsozialismus unterhielt er Verbindungen zur Widerstandsgruppe um Rainer Fetscher und geriet mehrmals in Haft.
Im Juni 1945 übernahm er das Amt des Präsidenten der Anwalts- und Notarkammer Sachsens. Er gehörte zu den Initiatoren des Gründungsaufrufs des Landesverbandes Sachsen der „Demokratischen Partei Deutschlands“ vom 6. Juli 1945. Am 15. August benannte sich die Partei in LDP um, und Kastner wurde ihr erster sächsischer Landesverbandsvorsitzender, der er bis zum Oktober 1947 blieb. Er galt als engagierter Befürworter der Blockpolitik, und so gehörte er zu den 70 Vertretern der „Beratenden Versammlung“, dem Vorläufer des Sächsischen Landtags. Nach den Landtagswahlen vom 20. Oktober 1946 in Sachsen zog Kastner für die LDP in den Landtag ein und wurde zugleich Vizepräsident und Mitglied des Ältestenrates.
Im Rahmen der Bildung der ersten sächsischen Landesregierung nach dem Kriege im Dezember 1946, dem Kabinett Friedrichs, wurde Kastner zum Justizminister berufen. Dieses Amt hatte er bis zum März 1948 inne, als er zur Deutschen Wirtschaftskommission (DWK) nach Berlin gerufen wurde. Kastner war Leiter des Fachsekretariats Finanzen, Post und Fernmeldewesen. Zudem war er einer von vier stellvertretenden Vorsitzenden der DWK.
Des Weiteren beteiligte er sich im Deutschen Volksrat für die LDP an der Ausarbeitung einer Verfassung für die Deutsche Demokratische Republik. Im gleichen Jahr wurde Kastner stellvertretender LDP-Chef. Auf dem Eisenacher Parteitag 1949 wählte ihn die Partei zum Vorsitzenden.
Am 11. Oktober 1949 wurde Kastner in der ersten DDR-Regierung unter Otto Grotewohl stellvertretender Ministerpräsident. Im Zuge LDP-interner Auseinandersetzungen wurde er auf Betreiben Hans Lochs und Johannes Dieckmanns vom LDP-Parteivorsitz abgelöst und aus der Partei ausgeschlossen. Dadurch verlor er im Juli 1950 auch sein Regierungsamt. Kritisiert wurde sein Eintreten für die Blockpolitik, seine kompromissbereite Haltung gegenüber der SED, seine Zustimmung zu den Enteignungen im Zuge der Bodenreform sowie Verschwendungssucht, Eitelkeit und Korruption. Zudem wurden Kastner seine sehr guten Kontakte zur sowjetischen Militärverwaltung, dort vor allem zum späteren sowjetischen Botschafter in Berlin, Wladimir Semjonow, vorgeworfen. Die gegen ihn erhobenen Anschuldigungen stellten sich als haltlos heraus. Kastner wurde 1951 rehabilitiert. Er erhielt den Vorsitz des „Förderungsausschusses für die deutsche Intelligenz beim Ministerpräsidenten der DDR“, einem Organ des Ministerpräsidenten mit beträchtlichen politischen und materiellen Einflussmöglichkeiten auf die Intelligenz, nicht zuletzt, um Absetzbewegungen nach dem Westen zu verhindern. Durch den sowjetischen Hochkommissar Wladimir Semjonow war Kastner 1953 für kurze Zeit als Justizminister im Gespräch.
Im September 1956 floh er wegen zunehmender Resignation über die Entwicklung in der DDR in die Bundesrepublik, wo er in München lebte. Er starb auf dem Münchener Hauptbahnhof an den Folgen eines Herzinfarktes.

## Geheimdiensttätigkeiten
Seit 1948 beschaffte Kastner unter dem Decknamen „Helwig“ für die Organisation Gehlen (OG) Berichte über alle Organisationen in der SBZ bzw. DDR, in denen er vertreten war. Unter anderem kopierte er sämtliche Protokolle der Kabinettssitzungen der ersten DDR-Regierung und ließ diese samt selbst verfassten Berichten von seiner Frau mit einem Sonderausweis im Auto nach West-Berlin schmuggeln.
Als es 1953 in der DDR zu Unruhen und zum Volksaufstand des 17. Juni kam, erfuhr die OG über einen Agenten bei der Hohen Kommission der Sowjetunion in Deutschland, dass Kastner zur sowjetischen Administration in der DDR enge Kontakte unterhielt. Da er aber weiterhin viele Informationen aus der DDR lieferte, hielt die OG trotz dieser Kenntnisse an ihm als Nachrichtenquelle fest. Man verkannte dabei, dass Kastner im Auftrag des SMAD bzw. SKK gezielt Informationen in den Westen lancierte.
Nach einer Analyse des BND soll sich Kastner zugleich als Doppelagent des NKWD und später des MfS betätigt haben. Dass das MfS ihn für den Fall einer möglichen Wiedervereinigung Deutschlands als „Ersatzministerpräsidenten“ vorgesehen habe, stellt sich gemäß neueren Forschungsergebnissen als unbestätigtes Gerücht heraus.
Nachdem das Netz der Agenten der OG in der DDR durch das MfS im Laufe der Zeit immer mehr aufgerollt worden war, kam es 1953 zu einer Verhaftungswelle. Daraufhin befahl Reinhard Gehlen die „Aktion Herbstwetter“, in deren Zuge einige Spitzenagenten der OG aus der DDR in die Bundesrepublik geschleust wurden. Kastner wollte indes zunächst nicht fliehen, obwohl ihm sein Führungsoffizier Tarnay eine deutliche Warnung überbracht hatte.
Erst als ihm Konrad Adenauer eine persönliche Einladung verbunden mit dem Angebot, eine angemessene politische Position zu erhalten, übermittelte, ließ er sich von einer Übersiedlung nach Westdeutschland überzeugen. In der Nacht vom 5. auf den 6. September 1956 geleiteten Agenten des inzwischen aus der OG hervorgegangenen Bundesnachrichtendienstes (BND) zuerst seine Frau und danach ihn selbst per S-Bahn von Ost- nach West-Berlin. In ihrer neuen Wohnung wurden die Eheleute Kastner von einem Vertreter des BND begrüßt, der ihnen einen Gruß des Bundeskanzlers Konrad Adenauer überbrachte.

## Schriften
- Der Impfzwang und das Reichs-Impfgesetz vom 8. April 1874. Fränkel, Berlin 1909, OCLC 793566951 (zugleich: Diss. jur., Jena 1909).
- Das Geschichtsbild der Liberal-Demokratischen Partei Deutschlands (= LDP-Schriftenreihe. Bd. 16). LDP, Berlin 1950, DNB 364257571.